# Carabus olympiae
Carabus olympiae là một loài bọ cánh cứng thuộc họ Carabidae. Nó được tìm thấy ở Pháp và Ý.